# Toxoniella tharaka
Espèce
Toxoniella tharaka est une espèce d'araignées aranéomorphes de la famille des Liocranidae.

## Distribution
Cette espèce est endémique du Kenya,. Elle se rencontre dans le comté de Tharaka-Nithi vers Chogoria dans le parc national du Mont Kenya et dans le comté de Nakuru dans le parc national du lac Nakuru.

## Description
Le mâle holotype mesure 4,59 mm et la femelle paratype 5,72 mm

## Étymologie
Son nom d'espèce lui a été donné en référence au lieu de sa découverte, le comté de Tharaka-Nithi.

## Publication originale
- Oketch, Kioko & Li, 2021 : « Three new species of the genus Toxoniella (Araneae, Liocranidae) from Mount Kenya National Park, Kenya. » African Invertebrates, vol. 62, no 1, p. 273-286 (texte intégral).